# Ralph Edward Oesper
Ralph Edward Oesper (* 14. Juni 1886 in Cincinnati; † 10. Dezember 1977) war ein US-amerikanischer Chemiker und Chemiehistoriker.
Oesper studierte ab 1904 an der University of Cincinnati mit dem Bachelor-Abschluss 1908 und dem Master-Abschluss 1909. Er wurde 1914 bei Lauder William Jones promoviert, war kurz an der New York University und am Smith College und wurde 1918 Fakultätsmitglied und später Professor an der University of Cincinnati, an der er bis zu seiner Emeritierung 1951 und danach bis zu seinem Tod als Professor Emeritus blieb.
Von ihm stammen rund 300 Aufsätze zur analytischen und organischen Chemie, zur Kolloidchemie und Chemiegeschichte. Er sprach gut Deutsch und übersetzte viele Chemiebücher und -artikel aus dem Deutschen (wie die Geschichte der Physik von  Max von Laue oder Spot Tests in Inorganic Analysis und Spot Tests in Organic Analysis von Fritz Feigl). Er schrieb zahlreiche kurze Chemikerbiographien und hielt Vorlesungen über Chemiegeschichte.
1956 erhielt er den ersten Dexter Award. Seine umfangreiche Bibliothek vermachte er der University of Cincinnati. Er war Ehrendoktor der University of Cincinnati.
Er war Mitherausgeber des Journal of Chemical Education, Chymia und Mikrochemie/Microchimica Acta.

## Schriften
- The human side of scientists, 1975

| Personendaten    | Personendaten                                   |
| ---------------- | ----------------------------------------------- |
| NAME             | Oesper, Ralph Edward                            |
| KURZBESCHREIBUNG | US-amerikanischer Chemiehistoriker und Chemiker |
| GEBURTSDATUM     | 14. Juni 1886                                   |
| GEBURTSORT       | Cincinnati                                      |
| STERBEDATUM      | 10. Dezember 1977                               |